# Lint (Belgia)
Lint (hist. Linth) – miejscowość i gmina (gemeente) w Belgii, w Regionie Flamandzkim, w prowincji Antwerpia, w okręgu Antwerpia. 1 stycznia 2024 roku zamieszkana przez 8505 osób.

## Demografia
| Rok                | 1900  | 1930  | 1970  | 1990  | 2020  | 2024  |
| ------------------ | ----- | ----- | ----- | ----- | ----- | ----- |
| Liczba mieszkańców | 1.338 | 2.525 | 4.248 | 6.728 | 8.641 | 8.505 |